# Hætteværling
Hætteværling (Emberiza melanocephala) er en stor og kraftig værling på 17 centimeter, der yngler i Mellemøsten og det sydøstlige Europa i åbent land med spredt vegetation som eksempelvis krat eller olivenlunde. I Danmark er arten en tilfældig gæst hvert eller hvert andet år.
Hannen af hætteværling har sort hætte, rødbrun overside og gul underside uden striber. Hunnen er meget blegere farvet.